# ギ・オーフレイ
ギ・オーフレイ（Guy Auffray、1945年2月8日 - 2021年1月11日）はフランスの柔道選手。階級は中量級。身長180cm。段位は8段。

## 人物
1971年のフランス国際中量級で2位になると、ヨーロッパ選手権では優勝を飾った。さらに、世界選手権では銅メダルを獲得したが、1972年のミュンヘンオリンピックには出場できなかった。1973年のフランス国際とヨーロッパ選手権では2位だった。

## 主な戦績
- 1967年 - ドイツ国際　3位
- 1971年 - フランス国際　2位
- 1971年 - ヨーロッパ選手権　優勝
- 1971年 - 世界選手権　3位
- 1973年 - フランス国際　2位
- 1973年 - ヨーロッパ選手権　2位
- 1975年 - ポーランド国際　優勝